# Qarun
Qarun (in arabo birket Qarun), un tempo chiamato Meride, è un lago egiziano del Faiyum.

## Geografia
Il lago è collocato nella depressione chiamata Birket Qarun, profonda circa 45 metri sotto il livello del mare. Pur ridottasi nel tempo la sua superficie è tuttora di più di 200 km². La profondità massima è attorno agli 8 metri e il volume complessivo è di 800 km³.

## Etimologia

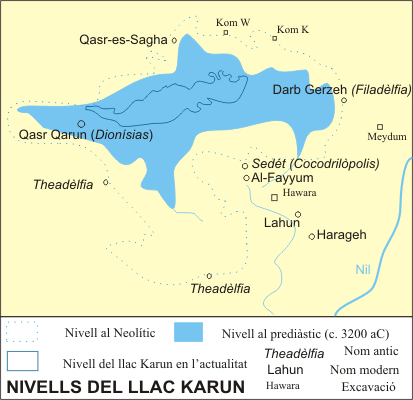
Mappa storica del lago Meride o Qarun

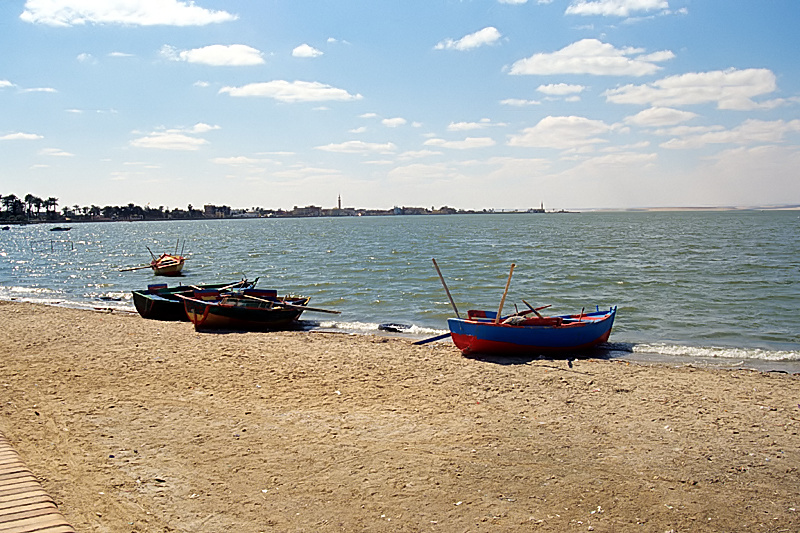
Imbarcazioni sul lago Qarun, 2003

I greci lo chiamarono Moeris ((GRC)  Μοίρις λίμνη), derivante dall'egiziano antico mer wer ovvero grande lago e la provincia aveva il nome egizio di Pa Yom, il mare, da cui derivò il nome Fayyum.

## Storia
L'antico lago di Meride era posto nel Basso Egitto e vi si giungeva attraverso un canale del Nilo. Sesostri I edificò una diga sul canale Bahr Yusef, detto canale di Giuseppe che alimentava il lago regolandone le acque.
Erodoto ne descrive la progressiva diminuzione del livello, in epoca remota, per l'ostruzione del canale fino a quando Amenemhat III della XII dinastia ripristinò ed allargò il canale formando il lago Meride che proteggeva le terre da eccessive inondazioni e costituiva una riserva di acqua nei periodi siccitosi.
Il lago divenne così luogo di svago per i sovrani che potevano dedicarsi alla caccia e alla pesca.
Dalle acque di questo lago, Erodoto ci dice di avere visto sorgere due piramidi intendendo in realtà le due colossali statue di Amenemhat III.
Successivamente il livello del lago venne ridotto in epoca tolemaica per bonificare le terre sommerse con la costruzione di due dighe.
In epoca recente l'evaporazione delle acque ne ha aumentato fortemente la salinità ed ha ridotto il lago alle dimensioni attuali collegato al Nilo solo dall'importante canale Bahr Yusef che giunge fino all'oasi di Fayyum.
Dal lago si dipartiva la strada lastricata più antica del mondo, datata tra il 2.500 e il 2.200 a. C. La strada giungeva a Giza dove le pietre erano utilizzate nella pavimentazione delle camere mortuarie e per i sarcofagi reali.